# Henri Meylan
Henri Meylan (* 29. Oktober 1900 in Lausanne; † 9. März 1978 in Mont-sur-Lausanne) war ein Schweizer evangelischer Theologe und Hochschullehrer.

## Leben

### Familie
Henri Meylan war der Sohn der Hochschullehrers Emile Henri Meylan (* 7. Dezember 1880; † 25. Oktober 1929), der an der Universität Lausanne Griechisch lehrte, und dessen Ehefrau Cécile Estelle (geb. Faure) aus Le Locle.
Er war mit Alice, Tochter des Arztes Eugène Roud (1870–1935), verheiratet, die eine Cousine zweiten Grades des Schriftstellers Gustave Roud war.

### Werdegang
Henri Meylan studierte Theologie an der Universität Lausanne und erwarb ein Lizenziat in Religionswissenschaften und 1927 ein Diplom der École nationale des chartes.
1927 wurde er als Nachfolger des im September verstorbenen Aimé Chavan (1873–1927) als ausserordentlicher Professor für Kirchen- und Dogmengeschichte an die Theologische Fakultät der Universität Lausanne berufen, bevor er 1936 zum ordentlichen Professor ernannt wurde, und lehrte dort bis zu seiner Pensionierung 1970; in dieser Zeit war er dreimal Dekan der Theologischen Fakultät und von 1946 bis 1948 Rektor der Universität sowie von 1948 bis 1950 Prorektor. Nach seiner Emeritierung war er als Honorarprofessor tätig.

### Berufliches und theologisches Wirken
Henri Meylan hatte sich als Historiker auf die Spezialgebiete Reformationsgeschichte und Geschichte der Universität Lausanne spezialisiert und war der Verfasser zahlreicher Artikel, die unter anderem 1976 gesammelt als D’Erasme à Théodore de Bèze veröffentlicht wurden.
Er war Redakteur der philosophischen Zeitschrift Revue de théologie et de philosophie und 1953 im Verwaltungsrat der Gazette de Lausanne vertreten.
Als Mitarbeiter beteiligte er sich an der Encyclopédie illustrée du Pays de Vaud und war von 1959 bis zu seinem Tod Leiter der Publikation Correspondance de Théodore de Bèze. Er gehörte auch dem Kuratorium der Helvetia Sacra an,  ein von 1964 bis 2007 erschienenes Handbuch, das systematisch die katholischen Institutionen der Schweiz erfasste.
Henri Meylan war auch einer der Architekten der Wiedervereinigung der Evangelischen Freikirche und der Waadtländer Landeskirche 1965 zur Église Évangélique Réformée du canton de Vaud, nachdem er den Nachweis erbracht hatte, dass die Gründe, die zur Trennung geführt hatten, nicht mehr existierten.

## Mitgliedschaften
- Präsident der Schweizerischen Gesellschaft für Geschichte von 1960 bis 1965.[9]

## Ehrungen und Auszeichnungen
Henri Meylan war Ehrendoktor der Universität Neuenburg (1938), der Universität Caen (1948), der Universität Straßburg (1951), der Universität Genf (1964), der University of St Andrews und der University of the West of Scotland (1948) sowie der Universität Montpellier (1972).
1970  wurde er korrespondierendes Mitglied der Académie des inscriptions et belles-lettres.

## Schriften (Auswahl)
- Mémoires de Pierrefleur. In: Bibliothèque de l’École des chartes, Nr. 95. 1934.
- La Haute Ecole Université de Lausanne, 1537–1937: Esquisse historique publiée à l’occasion de son 4e centenaire. Lausanne: F. Rouge & Cie S.A., 1937.
- Silhouettes du XVIe siècle. 1943.
- Épitres du coq à l̂’ane. Droz 1956.
- Gabrielle Berthoud; Henri Meylan: Aspects de la propagande religieuse: études. Genève Droz 1957.
- Un agent secret de MM. de Berne: le curé du vautravers, Pierre Barrelet. 1964.
- Farel et Bucer. In: Sonderdruck aus: Musée neuchâtelois, Nr. 4. Neuenburg 1965.
- Calvin et les hommes d’affaires. In: Revue d’Histoire et de Philosophie religieuses. 1965.
- Girolamo Zanchi et son «Famulus». In: Studi e materiali di storia delle religioni, Band: 38, Heft: 1/2. 1967. Seiten: 396–402.
- Mélanges d’histoire du 16e. 1970.
- Fêter Noël ou pas? Une controverse dans l’Église neuchâteloise du XVIe siècle. In: Revue d’Histoire et de Philosophie religieuses. 1974.
- D’Érasme à Théodore de Bèze. Droz 1976.